# Saison 2016 des Patriots de la Nouvelle-Angleterre
Chronologie
Précédent Suivant
La saison 2016 des Patriots de la Nouvelle-Angleterre est la quarante-septième saison de football américain de la franchise américaine en National Football League (généralement désignée par le sigle NFL) et la cinquante-septième saison de l'histoire de la franchise.
Emmenée par son entraîneur principal Bill Belichick pour la dix-septième saison consécutive, les Patriots terminent la saison régulière avec quatorze victoires et seulement deux défaites, le meilleur bilan de la ligue. La saison est marquée par la suspension de Tom Brady à la suite du Deflategate. Les Patriots négocient mieux que prévu les premiers matchs de la saison avec les quarterbacks remplaçants Jimmy Garoppolo et Jacoby Brissett. Sous l'impulsion de LeGarrette Blount, meilleur marqueur de touchdowns à la course de la NFL, l'attaque des Patriots est efficace tout au long de la saison. La défense est également l'une des meilleures de la ligue, emmenés notamment par Dont'a Hightower, Malcolm Butler, Alan Branch et Devin McCourty.
Deux saisons après leur dernier succès, lors du Super Bowl XLIX, les Patriots se qualifient de nouveau pour le Super Bowl après des succès contre les Texans de Houston et les Steelers de Pittsburgh en rencontres éliminatoires. Lors du Super Bowl LI, les Patriots affrontent les Falcons d'Atlanta et reviennent d'un déficit de 28 à 3 dans le troisième quart-temps pour l'emporter finalement la rencontre 34 à 28 en prolongations. Il s'agit du premier Super Bowl de l'histoire remporté en prolongations. Bien que James White inscrive trois touchdowns, Tom Brady est désigné meilleur joueur de la rencontre. Ce dernier et ses coéquipiers remportent le cinquième titre du club.

## Historique

### Constitution de l'équipe

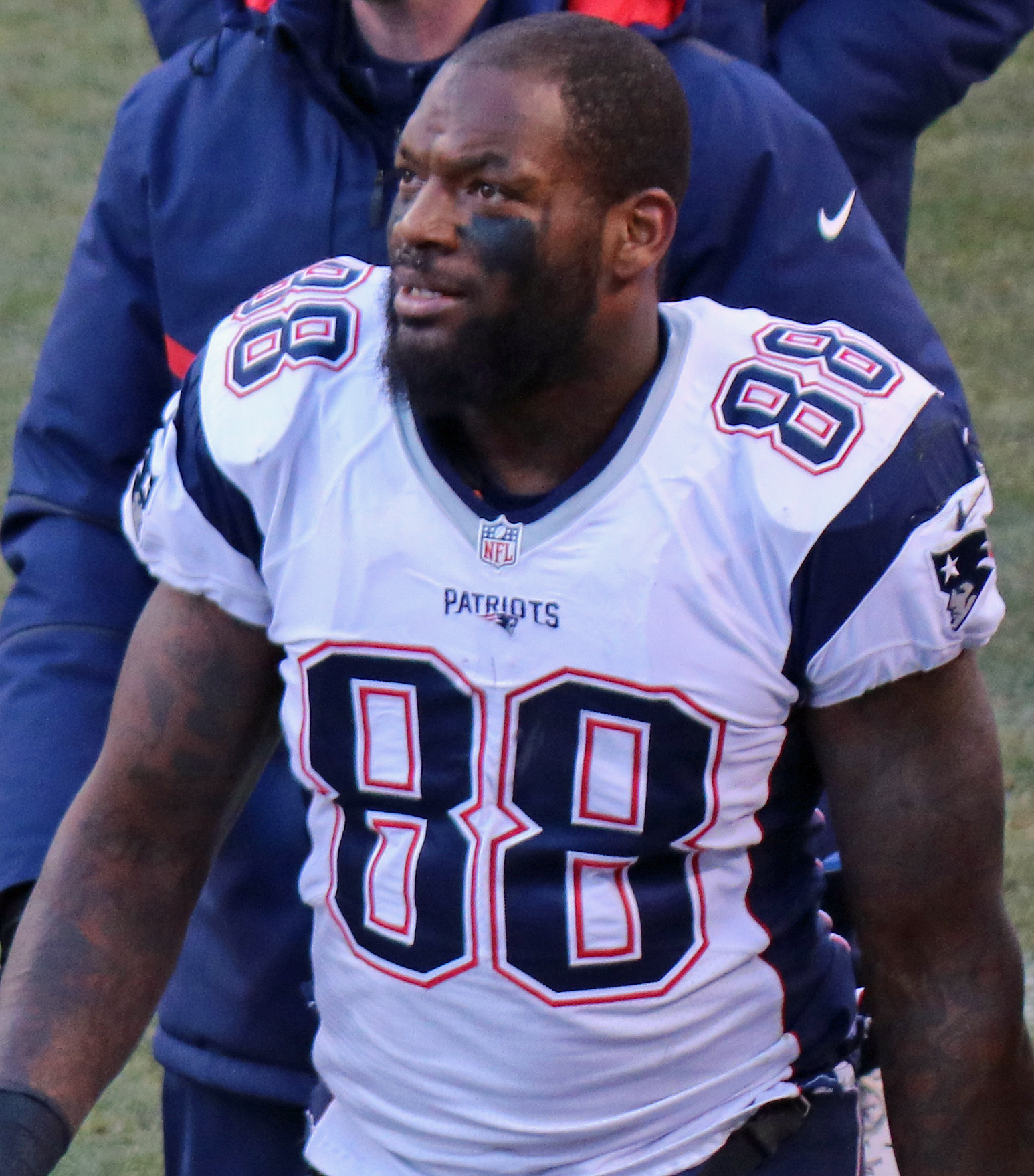
Martellus Bennett est l'acquisition majeure de l'intersaison des Patriots.

Dans les semaines suivant leur défaite au championnat AFC 2015 contre les Broncos de Denver, la franchise entame la construction d'une nouvelle équipe pour la saison 2016 de la NFL. Avec l'un des meilleurs effectifs de l'année, les Patriots avaient commencé la saison 2015 par dix victoires consécutives avant de s'incliner en prolongation contre les Broncos de Denver, déjà, à l'extérieur. Dès lors, la ligne offensive a montré des failles, que leurs adversaires, et notamment Von Miller et son équipe, ont su utilisées. Avec quatre défaites lors des six dernières rencontres de saison régulière, les Patriots n'étaient pas dans leur meilleur forme au début des rencontres éliminatoires. Après une victoire contre les Chiefs de Kansas City, les Patriots ont échoué aux portes du Super Bowl. D'une conversion à deux points manquée, ils laissent filer leur billet du Super Bowl 50 à l'équipe de Peyton Manning, qui gagne le Super Bowl et prend sa retraite.
Au terme de sa saison 2015, les Patriots enregistrent les pertes de Jerod Mayo et Dane Fletcher, qui ont annoncé leur retraite sportive. L'équipe choisit de se séparer des joueurs offensifs Brandon LaFell et Scott Chandler, par rapport à leurs performances respectives. L'équipe surprend également la ligue en échangeant le defensive end sélectionné au Pro Bowl Chandler Jones aux Cardinals de l'Arizona en échange de Jonathan Cooper et du deuxième tour de sélection à la draft 2016 de la NFL,. En dernière année de son contrat débutant, les Patriots n'ont pas réussi à se mettre d'accord avec Jones pour une extension de contrat et ne souhaite pas le payer au prix cher pour la saison 2017. Les Patriots envoient ce deuxième tour de sélection, le 61e choix de sélection, pendant la draft 2016 de la NFL aux Saints de La Nouvelle-Orléans pour obtenir les 78e et 112e choix de sélection.
Au lendemain de l'échange avec les Cardinals, les Pats acquièrent le tight end Martellus Bennett dans un nouvel échange avec les Bears de Chicago. Les Patriots restructurent le contrat de Tom Brady et Danny Amendola en vue du recrutement d'agents libres. Au début de la saison, Rob Ninkovich prolonge son contrat d'une saison et restructure celui de Devin McCourty.

#### Libre agents
Lors du marché des transferts d'inter-saison, les Patriots notent les départs de Tavon Wilson, d'Akiem Hicks et de Sealver Siliga. Le 11 mars 2016, les Patriots recrutent Chris Hogan, évoluant au poste de wide receiver pour les Bills de Buffalo, un rival de division. Ancien joueur de crosse, Hogan signe un contrat de 3 ans pour 12 millions de dollars sur lequel les Bills n'ont pas souhaité s'aligner. Le jour du transfert de Chandler Jones aux Cardinals de l'Arizona, les Patriots dont signer Chris Long pour un contrat d'un an d'une valeur de 3 millions de dollars.
Quelques heures après le transfert de Martellus Bennett, l'ancien tight end des Bears de Chicago, les Patriots recrutent l'ancien linebacker des Bears Shea McClellin avec un accord de 3 ans,. Le 24 mars, les Pats recrutent le vétéran wide receiver Nate Washington,.

#### Draft
Les Patriots de la Nouvelle-Angleterre n'ont pas de choix de premier tour pour la draft 2016 de la NFL à la suite des sanctions relatives au scandale du Deflategate. Pour les pertes des joueurs libres Darrelle Revis, Brandon Browner, Shane Vereen, Vince Wilfork et Akeem Ayers lors de la saison précédente, l'équipe reçoit en compensation quatre choix de draft : les 96e, 208e, 214e et 221e choix de sélection. Les Pats sélectionnent des jeunes joueurs afin de renforcer leur ligne offensive, leur defensive backs et leur groupe de wide receivers.
| Tour | Sélection | Joueur            | Position | Université           |
| ---- | --------- | ----------------- | -------- | -------------------- |
| 2    | 60        | Cyrus Jones       | CB       | Alabama              |
| 3    | 78        | Joe Thuney        | G        | North Carolina State |
| 3    | 91        | Jacoby Brissett   | QB       | North Carolina State |
| 3    | 96        | Vincent Valentine | DT       | Nebraska             |
| 4    | 112       | Malcolm Mitchell  | WR       | Géorgie              |
| 6    | 208       | Kamu Grugier-Hill | SS/OLB   | Eastern Illinois     |
| 6    | 214       | Elandon Roberts   | MLB      | Houston              |
| 6    | 221       | Ted Karras        | G        | Illinois             |
| 7    | 225       | Devin Lucien      | WR       | Arizona State        |

|  | Choix de compensation |

Après la draft, les Patriots signent également neuf jeunes joueurs qui n'ont pas été sélectionnés : D. J. Foster, Jonathan Jones, Cre'Von LeBlanc, Woodrow Hamilton, De’Runnya Wilson, Steven Scheu, V'Angelo Bentle, Devante Burns et C. J. Johnson. En plus, les Patriots signent six de ses neuf joueurs sélectionnés à la draft. Ce recrutement est mal reçu, même si Cyrus Jones est vu comme l'un des meilleurs aux retours de coups de pied de sa génération et Malcolm Mitchell comme un receveur de talent. La sélection du quarterback Jacoby Brissett soulève des questions sur Tom Brady, âgé de 39 ans,.

#### Camp d'entraînement
Le camp d'entraînement des Patriots de la Nouvelle-Angleterre commence le 27 juillet 2016, le quatorzième camp au Gillette Stadium. Au début du camp, les Patriots travaillent avec 90 hommes : 45 joueurs offensifs, 41 joueurs défensifs et trois spécialistes des équipes spéciales. La première journée du camp est ouverte au public et des milliers de supporteurs se réunissent dans les tribunes du stade d'entraînement, protestant contre la sanction donnée par Roger Goodell à Tom Brady. Le 6 août, Brady sort de six mois de silence médiatique en indiquant que sa décision de mettre fin au feuilleton judiciaire du Deflategate est « personnelle » et qu'il va supporter Jimmy Garoppolo pour le début de la saison.
Le camp d'entraînement 2016 comprend des deux entraînements communs avec les Saints de La Nouvelle-Orléans les 9 et 10 août, et deux autres avec les Bears de Chicago les 15 et 16 août, les deux derniers jours du camp.
Plusieurs joueurs se battent pour des places dans l'effectif des Patriots, notamment Donald Brown, D.J. Foster, James White, Brandon Bolden et Tyler Gaffney pour la place de troisième running back. Le poste de centre est également au cœur d'un duel entre Bryan Stork et David Andrews. Ce dernier remporte la bataille et Stork est coupé par les Patriots après deux rencontres de pré-saison.

### Pré-saison

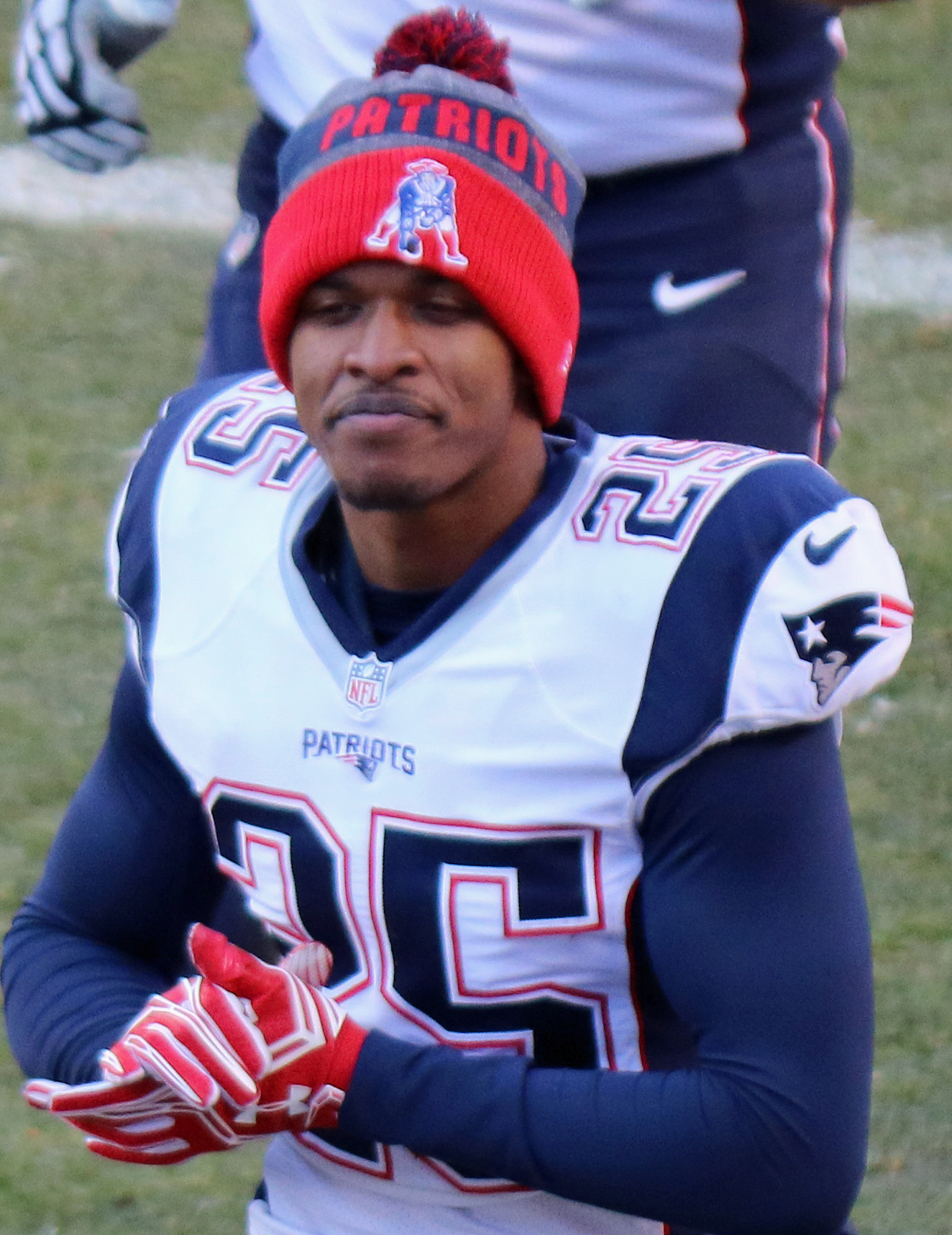
Eric Rowe rejoint les Patriots quelques jours avant le début de la saison régulière 2016.

Pour préparer l'équipe à la suspension de quatre rencontres de Tom Brady, les Patriots font jouer le jeune quarterback Jimmy Garoppolo à ce poste clef. Il obtient encore plus de temps de jeu lorsque Brady se coupe le doigt avant le deuxième match de pré-saison. Bill Belichick fait tourner son effectif afin de définir les rôles de chacun pour la saison régulière. Chris Hogan attrape un touchdown contre les Panthers de la Caroline. Brady joue la première mi-temps de la dernière rencontre de préparation, contre les Giants de New York, seule défaite des Patriots dans cette pré-saison.
Quelques jours avant le début de la saison régulière, les Patriots échangent un choix de sélection du quatrième tour de la draft 2018 de la NFL contre le cornerback des Eagles de Philadelphie Eric Rowe. Alors que dans un premier temps Josh Kline était prévu dans la transaction vers Philadelphie, il est finalement coupé par les Patriots.
À une semaine du début de la saison 2016, la suspension de Tom Brady devient officielle et est au centre des attentions médiatiques. Les Patriots affichent des énormes banderoles en hommage à leur quarterback dans le Gillette Stadium au lendemain du début de la suspension,. À la veille de la première rencontre de la saison, ces banderoles sont enlevées par le club,.

### Saison régulière

#### Début de saison avec Garoppolo et Brissett
Tom Brady étant suspendu pour les quatre premières semaines de compétition à la suite du scandale du Deflategate, les Patriots de la Nouvelle-Angleterre commencent la saison avec Jimmy Garoppolo au poste de quarterback. Sélectionné au deuxième tour lors de la draft 2014 de la NFL, Garoppolo est depuis le remplaçant de Brady et est le successeur désigné. Les Patriots doivent également faire sans Rob Ninkovich, également suspendu quatre rencontres pour avoir été contrôlé positif à une substance interdite.
En déplacement face aux Cardinals de l'Arizona, les Patriots sont loin d'être favori de la rencontre. Pourtant, bien protégé, Garoppolo commence de la meilleure manière l'exercice 2016 des Patriots en menant une parfaite série de jeux à la passe conclue par un touchdown inscrit par Chris Hogan. La défense de Matt Patricia permet de placer l'équipe en bonne position pour marquer facilement 14 points supplémentaires. Sous pression, Garoppolo met Stephen Gostkowski en position de donner un avantage de deux points aux Patriots et le kicker ne rate pas l'opportunité,. Alors qu'il ne reste que 41 secondes à l'horloge, le kicker des Cardinals Chandler Catanzaro manque un field goal de 47 yards. Les Patriots s'imposent finalement sur le score de 23 à 21 lors de ce match d'ouverture.
Une semaine plus tard, contre les Dolphins de Miami, Jimmy Garoppolo inscrit trois touchdowns sur ses trois premières séries offensives. Alors qu'il a construit une large avance de 21 points, le jeune quarterback se blesse à l'épaule dans le deuxième quart-temps sur un plaquage de Kiko Alonso,,,,. Il sort du terrain après avoir avancé de 234 yards avant la mi-temps et laisse sa place au dernier quarterback de l'effectif, le débutant Jacoby Brissett. Au retour des vestiaires, Brissett mène l'attaque pour faire marquer un touchdown par Blount, faisant passer le score à 31 points contre 3. Les Patriots gèrent alors leur avance, s'appuyant sur le jeu de course, pour l'emporter sur le score de 31 à 24.
Brissett est le premier quarterback débutant à commencer pour les Patriots depuis Drew Bledsoe en 1993. Joueur de 24 ans tout juste sélectionné, le débutant s'est sort bien pour sa première avec les Patriots. Avec un plan de jeu offensif simplifié, et aidé par une défense parfaite, il guide l'équipe à un succès 27 à 0 dans une rencontre jouée sur la télévision nationale le jeudi 22 septembre.
La semaine suivante, l'attaque des Patriots montre ses limites avec le troisième quarterback Brissett à sa tête. Face aux Bills de Buffalo, ce dernier subit trois sacks et ne réussit pas à mettre son attaque en position pour marquer des points, ratant 11 de ses 12 troisième tentatives d'avancer. Avant la rencontre, le safety des Bills Robert Blanton essaie d'impressionner Brisett alors qu'il s'échauffe, créant une échauffourée avec l'autre débutant Malcolm Mitchell. La défense des Pats limite Tyrod Taylor et LeSean McCoy à un touchdown mais l'équipe s'incline à domicile sur le score de 16 à 0,. Pour la première fois depuis 1993 et une défaite 6 à 0 contre les Jets de New York au Foxboro Stadium, les Patriots n'inscrivent pas un seul point à domicile.

#### Retour de Tom Brady et succès jusqu'à la semaine de repos
Ayant purgé sa suspension de quatre rencontres, Tom Brady effectue un retour attendu contre les Browns de Cleveland le 9 octobre 2016. À la suite de la défaite contre les Bills, il ne fait aucun doute que le titulaire retrouve son poste. La « tournée de revanches » de Brady suscite l'intérêt des supporteurs et de la ligue,,. Un entraîneur assistant défensif de la conférence AFC disant même anonymement aux journalistes : « Grâce à Roger Goodell, Tom Brady va tous nous tuer ». Contre les Browns, Tom Brady passe pour un total de 406 yards et lance trois touchdowns pour Martellus Bennett lors d'une large victoire 33 à 13,,. Malgré cette performance, Brady se dit rouillé après la rencontre.
La semaine suivante, pour son retour au Gillette Stadium, les Patriots affrontent les teigneux Bengals de Cincinnati. En début de rencontre, la défense arrête Andy Dalton et son attaque en quatrième tentative à proximité de l'en-but des Patriots. L'attaque de Brady est en difficulté même si le quarterback se montre précis. Au retour de la mi-temps, Dont'a Hightower provoque un safety en plaquant Dalton dans sa end zone et les Patriots prennent le dessus sur leurs adversaires,. Puissant et dominateur, Rob Gronkowski inscrit un touchdown et bat son record de yards en carrière avec 162 yards de gain,. James White en ajoute un à son tour, son deuxième touchdown à la réception de la rencontre après une première action décisive juste avant la pause. Excellent, Gronkowski provoque ses adversaires et plusieurs échauffourées impliquant notamment son coéquipier LeGarrette Blount et le joueur des Bengals Vontaze Burfict,,. Finalement, les Patriots dominent les Bengals sur le score de 35 à 17, malgré une rencontre longtemps difficile.
La septième semaine représente un vrai examen pour Tom Brady et les Patriots qui se déplacement sur le terrain des Steelers de Pittsburgh, l'un des principaux rivaux de la conférence AFC. Au début de la rencontre, le fumble perdu par Chris Hogan est rattrapé par l'interception de Malcolm Butler sur Antonio Brown dans l'en-but pour sauver le touchdown et récupérer la possession,. Privés de Ben Roethlisberger, les Steelers s'appuient sur leur dynamique duo offensif composé de Le'Veon Bell et Antonio Brown. La rencontre est serrée jusqu'à l'accélération des Pats au milieu du troisième quart-temps pour faire l'écart sur un touchdown de Rob Gronkowski à la suite de deux belles courses de LeGarrette Blount. Après un field goal des Steelers, l'inverse se produit, Gronkowski place Blount en position de marquer un touchdown à la course, ce qu'il fait. Le score final est de 27 à 14 en faveur des Patriots qui enchaînent une troisième victoire consécutive.
En déplacement pour la deuxième semaine consécutive, les Patriots se déplacent contre un adversaire de division, les Bills de Buffalo sur le terrain de New Era Field. Malgré des difficultés pour arrêter Mike Gillislee à la course, les Patriots mènent rapidement de 17 points et contrôlent la rencontre. Tom Brady lance quatre touchdowns dont un de 53 yards pour Hogan puis un autre de même distance pour Gronkowski. Ce dernier, de nouveau dominant, inscrit son 69e touchdown avec les Patriots, et bat le record de la franchise. À la fin de la rencontre, alors qu'il reste 4 minutes et 29 secondes à l'horloge, Jimmy Garoppolo prend la place de Brady, la victoire étant scellée. Les Pats l'emportent 41 à 25,. Le lendemain, le 31 octobre 2016, Bill Belichick décide de transférer Jamie Collins aux Browns de Cleveland, l'équipe ayant le pire bilan de la National Football League,. En échange, les Browns envoient aux Patriots un choix de sélection pour la draft suivante.

#### Défaite contre les Seahawks puis déplacements aux Levi's Stadium et MetLife Stadium
À la suite de leur semaine de repos, les Patriots de la Nouvelle-Angleterre reçoivent les Seahawks de Seattle dans une revanche du Super Bowl XLIX lors de la rencontre majeure du dimanche soir. Les Patriots débutent le match de la meilleure des manières, inscrivant un touchdown à la course par LeGarrette Blount à la suite d'une série de jeux de 75 yards. Le coureur marque deux autres touchdowns avant d'être arrêté à un yard de la ligne dans la dernière minute de la partie. Les Patriots ont une dernière chance d'égaliser au score, mais la passe de Tom Brady pour Rob Gronkowski manque sa cible,.
Pour la première fois de sa carrière, Tom Brady joue contre les 49ers de San Francisco, sa franchise d'enfance, en Californie,. Il a raté le précédent voyage des Patriots à San Francisco en 2008 à cause d'une blessure. Opposés à une équipe qui vient de perdre huit rencontres consécutivement, les Patriots sont largement favoris au Levi's Stadium. Devant un public supportant Brady, ce dernier fait la différence dans le dernier quart-temps de la partie, inscrivant deux de ses quatre touchdowns à la passe, le premier pour Danny Amendola après avoir glissé et le second pour le débutant Malcolm Mitchell qui rentre la tête, évite son défenseur et sprinte jusque dans la end zone. Brady termine la journée avec 280 yards à la passe dans la victoire 30 à 17 des Patriots.
À la fin du mois de novembre, une semaine après leur long déplacement sur la côte Ouest, les Patriots sont en visite au MetLife Stadium pour y affronter leur adversaire de division, les Jets de New York. À
cause d'une blessure au genou, Tom Brady rate plusieurs entraînements au cours de la semaine précédant le match. L'équipe new-yorkaise met en difficulté les Pats qui perdent Rob Gronkowski sur blessure lors du premier quart-temps et voient Malcolm Butler battus à deux reprises dans des zones cruciales pour autant de touchdowns concédés. Dans cette rencontre disputée, les Patriots sont menés 17 à 16 à cinq minutes de la fin de la partie, l'attaque de Brady trouve une solution pour l'emporter, convertissant une quatrième tentative pour ensuite marquer un ultime touchdown par Malcolm Mitchell. Chris Long attrape Ryan Fitzpatrick pour éliminer les dernières chances de victoire des Jets, scellant le succès de son équipe. Avec ce succès 22 à 17, Tom Brady obtient sa 200e victoire et égale le record de Peyton Manning.

#### Montée en puissance de la défense et parfaite fin de saison

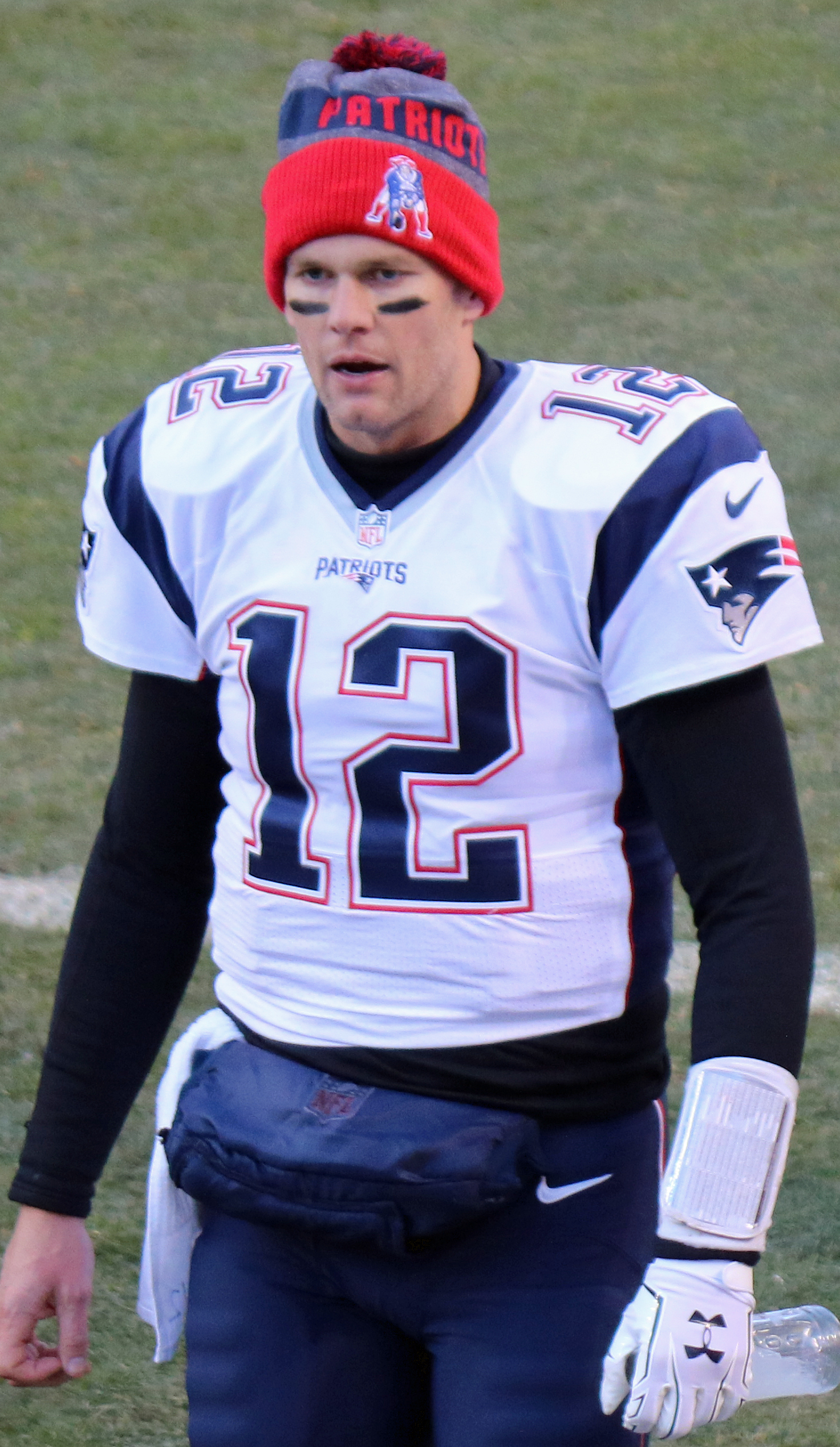
Tom Brady obtient sa victoire en National Football League contre les Rams de Los Angeles en décembre 2016, un nouveau record.

Début décembre, les Patriots annoncent la fin de la saison de Rob Gronkowski, placé sur la liste des blessés. À la suite du choc encaissé par le joueur contre les Seahawks de Seattle en dixième semaine, Gronk doit être opéré du dos,. De retour au Gillette Stadium, les Patriots reçoivent le 4 décembre les Rams de Los Angeles, en difficulté lors de la saison 2016, et qui jouent désormais avec leur quarterback débutant Jared Goff. La domination à la course des Pats se concrétisent par un touchdown de 43 yards de LeGarrette Blount en quatrième tentative et un yard à gagner. Malcolm Butler intercepte ensuite Jared Goff que l'attaque transforme en touchdown avec une réception de 15 yards de Chris Hogan. En contrôle, les Patriots ajoutent quatre field goals de Stephen Gostkowski, dont trois de plus de 45 yards en deuxième mi-temps. Tom Brady obtient sa 201e victoire en carrière, un nouveau record NFL,.
Les Patriots restent à domicile pour accueillir les Ravens de Baltimore au Gillette Stadium le 13 décembre 2016. Après une première mi-temps parfaitement contrôlée, l'équipe multiplie les pertes de balle en équipes spéciales dans le troisième quart-temps et se met en difficulté. Elle trouve néanmoins le chemin de la victoire par un touchdown de 79 yards de Chris Hogan. Efficace contre le blitz, Tom Brady étrille la défense des Ravens tout au long de la rencontre et termine avec 406 yards.
La quinzième semaine de la saison des Patriots est sur le papier l'un des déplacements les plus difficiles avec un voyage au Sports Authority Field at Mile High de Denver. Après un début de rencontre difficile, lors duquel Tom Brady manque ses six premières tentatives de passe, une première depuis 2003, les Patriots dominent leur opposition face aux Broncos de Denver grâce à une défense de fer. Dominée onze mois plus tôt, la ligne offensive des Patriots limite les défenseurs des Broncos à deux sacks et cinq coups sur Brady,. Les cornerbacks Malcolm Butler et Logan Ryan élèvent leur niveau de jeu et limitent leurs adversaires à six réceptions. Ryan ajoutant même une interception à sa performance.
Déjà qualifié pour les matchs éliminatoires, assurés de terminer premier de leur division et d'être exempt de barrages, les Patriots reçoivent les Jets de New York pour leur dernier match à domicile de la saison régulière. L'opposition se transforme rapidement en déroute pour les Jets, dépassés dans tous les secteurs et essayant le quarterback sans expérience Bryce Petty face à l'une des meilleures défenses de la saison. Petty s'écrase sur la défense des Patriots, d'abord intercepté par Malcolm Butler puis blessé sur un fumble qu'il tente de récupérer, il doit laisser sa place au quarterback vétéran Ryan Fitzpatrick. Ce dernier n'a pas plus de réussite et se fait intercepter deux fois par Eric Rowe puis Malcolm Butler, l'homme du match. Les Patriots gagnent la rencontre sur le score de 41 à 3,.
La dernière rencontre de la saison 2016 des Patriots sont un déplacement sur le terrain des Dolphins de Miami au Hard Rock Stadium. Le 1er janvier 2017, la défense des Patriots continuent sa domination sur la ligue. Alors que Martellus Bennett inscrit le premier touchdown de la partie dès la première possession. Matt Moore, le quarterback des Dolphins, et ses coéquipiers sont alors muets en attaque. Après un deuxième touchdown, cette fois-ci par Michael Floyd, Moore se fait intercepter sur l'action suivante par Logan Ryan. À 17 à 0, le suspense est déjà parti, et malgré le touchdown de Jarvis Landry avant la mi-temps, les Dolphins ont peu d'illusions. Cependant, ils sont les premiers à marquer en deuxième mi-temps par Kenny Stills. La réponse ne se faisant pas attendre. Aidé par un parfait blocage de Floyd, Julian Edelman file dans l'en-but pour 77 yards de gain donnant une avance de 27 à 14. Devin McCourty scelle alors la rencontre en arrachant le ballon des mains de Damien Williams que Shea McClellin retourne dans le camp de Miami. LeGarrette Blount conclut par un touchdown à la course d'un yard, son 18e de la saison, et termine meilleur marqueur à la course de la ligue en 2016. À la fin de la rencontre, Blount s'échauffe avec Ndamukong Suh. Les Patriots gagnent 35 à 14 contre les Dolphins et terminent la saison régulière avec un bilan de 14 victoires pour 2 défaites. Invaincus à l'extérieur, ils sont la neuvième équipe depuis 1972 à réaliser cette performance.
| Franchise                                | V  | D  | N | Pct  | Div | Conf | PM  | PE  |
| ---------------------------------------- | -- | -- | - | ---- | --- | ---- | --- | --- |
| (1) Patriots de la Nouvelle-Angleterre z | 14 | 2  | 0 | 87,5 | 5-1 | 11-1 | 441 | 250 |
| (6) Dolphins de Miami w                  | 10 | 6  | 0 | 62,5 | 4-2 | 7-5  | 363 | 380 |
| Bills de Buffalo                         | 7  | 9  | 0 | 43,8 | 1-5 | 4-8  | 399 | 378 |
| Jets de New York                         | 5  | 11 | 0 | 31,3 | 2-4 | 4-8  | 275 | 409 |

| z   | Champion de division dispensé de wild-card |
| y   | Champion de division                       |
| w   | Non champion de division, wild-card        |
| (-) | Numéro de tête de série pour les playoffs  |

| Rang | Équipes                                | Divisions               | G                       | P                       | N                       | Pct.                    | Div. (G-P)              | Conf. (G-P)             | Pts. Pour                       | Pts. Contre                     | Dif. Pts.                       | TD                              |
| --- | -------------------------------------- | ----------------------- | ----------------------- | ----------------------- | ----------------------- | ----------------------- | ----------------------- | ----------------------- | ------------------------------- | ------------------------------- | ------------------------------- | ------------------------------- |
| Champions de division |                                        |                         |                         |                         |                         |                         |                         |                         |                                 |                                 |                                 |                                 |
| 1 | * – Patriots de la Nouvelle-Angleterre | AFC Est                 | 14                      | 2                       | 0                       | 87,5                    | 5-1                     | 11-1                    | 441                             | 250                             | 191                             | 51                              |
| 2 (a) | z – Chiefs de Kansas City              | AFC Ouest               | 12                      | 4                       | 0                       | 75,0                    | 6-0                     | 9-3                     | 389                             | 311                             | 78                              | 42                              |
| 3 | z – Steelers de Pittsburgh             | AFC Nord                | 11                      | 5                       | 0                       | 68,8                    | 5-1                     | 9-3                     | 399                             | 327                             | 72                              | 47                              |
| 4 | z – Texans de Houston                  | AFC Sud                 | 9                       | 7                       | 0                       | 56,3                    | 5-1                     | 7-5                     | 279                             | 328                             | -49                             | 25                              |
| Wild cards |                                        |                         |                         |                         |                         |                         |                         |                         |                                 |                                 |                                 |                                 |
| 5 (a) | y – Raiders d'Oakland                  | AFC Ouest               | 12                      | 4                       | 0                       | 75,0                    | 3-3                     | 9-3                     | 416                             | 385                             | 31                              | 47                              |
| 6 | y – Dolphins de Miami                  | AFC Est                 | 10                      | 6                       | 0                       | 62,5                    | 4-2                     | 7-5                     | 363                             | 380                             | -17                             | 45                              |
| Non qualifiés pour les playoffs |                                        |                         |                         |                         |                         |                         |                         |                         |                                 |                                 |                                 |                                 |
| 7 (b) | Titans du Tennessee                    | AFC Sud                 | 9                       | 7                       | 0                       | 56,3                    | 2-4                     | 6-6                     | 381                             | 378                             | 3                               | 46                              |
| 8 (b) | Broncos de Denver                      | AFC Ouest               | 9                       | 7                       | 0                       | 56,3                    | 2-4                     | 6-6                     | 333                             | 297                             | 36                              | 35                              |
| 9 (c) | Ravens de Baltimore                    | AFC Nord                | 8                       | 8                       | 0                       | 50,0                    | 4-2                     | 7-5                     | 343                             | 321                             | 22                              | 32                              |
| 10 (c) | Colts d'Indianapolis                   | AFC Sud                 | 8                       | 8                       | 0                       | 50,0                    | 3-3                     | 5-7                     | 411                             | 392                             | 19                              | 47                              |
| 11 | Bills de Buffalo                       | AFC Est                 | 7                       | 9                       | 0                       | 43,8                    | 1-5                     | 4-8                     | 399                             | 378                             | 21                              | 49                              |
| 12 | Bengals de Cincinnati                  | AFC Nord                | 6                       | 9                       | 1                       | 40,6                    | 3-3                     | 5-7                     | 325                             | 315                             | 10                              | 35                              |
| 13 (d) | Jets de New York                       | AFC Est                 | 5                       | 11                      | 0                       | 31,3                    | 2-4                     | 4-8                     | 275                             | 409                             | -134                            | 28                              |
| 14 (d) | Chargers de San Diego                  | AFC Ouest               | 5                       | 11                      | 0                       | 31,3                    | 1-5                     | 4-8                     | 410                             | 423                             | -13                             | 48                              |
| 15 | Jaguars de Jacksonville                | AFC Sud                 | 3                       | 13                      | 0                       | 18,8                    | 2-4                     | 2-10                    | 318                             | 400                             | -82                             | 34                              |
| 16 | Browns de Cleveland                    | AFC Nord                | 1                       | 15                      | 0                       | 6,3                     | 0-8                     | 1-11                    | 264                             | 452                             | -188                            | 29                              |
| Tie-break (f) |                                        |                         |                         |                         |                         |                         |                         |                         |                                 |                                 |                                 |                                 |
| (a) = Kansas City termine devant Oakland ayant un meilleur résultat en confrontation directe (b) = Tennessee termine devant Denver ayant un meilleur résultat en confrontation directe (c) = Baltimore termine devant Indianapolis ayant un meilleur résultat en matchs de conférence (d) = New York termine devant San Diego ayant un meilleur résultat en matchs de division |                                        |                         |                         |                         |                         |                         |                         |                         |                                 |                                 |                                 |                                 |
| Legendes |                                        |                         |                         |                         |                         |                         |                         |                         |                                 |                                 |                                 |                                 |
| y — Qualifié en wild card | y — Qualifié en wild card              | x — Qualifié en playoff | x — Qualifié en playoff | x — Qualifié en playoff | x — Qualifié en playoff | z — Gagnant de division | z — Gagnant de division | z — Gagnant de division | * — Gagne l'avantage du terrain | * — Gagne l'avantage du terrain | * — Gagne l'avantage du terrain | * — Gagne l'avantage du terrain |

### Matchs éliminatoires

#### Victoire sans surprise au premier tour
Exemptés de tour de barrages des rencontres éliminatoires, les Patriots de la Nouvelle-Angleterre sont opposés aux Texans de Houston pour leur entrée dans les matchs à élimination directe. Jouant à domicile grâce à leur bilan de la saison régulière, les Patriots partent favoris face à des Texans privés de J. J. Watt. Ces derniers, aidés par la blessure de Derek Carr, ont défait les Raiders d'Oakland au tour précédent.
L'une des meilleures défenses de la ligue, Houston arrive à mettre la pression sur Tom Brady grâce à la vitesse de Jadeveon Clowney ou encore de Whitney Mercilus. Dion Lewis inscrit un touchdown de 98 yards en retour de coup de pied, le premier de l'histoire des Patriots en rencontre éliminatoire.
Au début du deuxième quart-temps, alors que les Patriots mènent 14 à 3, Tom Brady est intercepté par la défense des Texans. Son passe visant Michael Floyd rebondit sur le défenseur et atterrit dans les bras d'A.J. Bouye, le cornerback de Houston. Arrêtés par trois fois à un yard de la ligne juste avant la mi-temps sur des tentatives de Brady, Develin et Blount, les Patriots se contentent d'un field goal.
Si Brady semble reprendre le contrôle de la partie sur sa deuxième série offensive de la deuxième mi-temps, où il marque d'un passe à Dion Lewis après un drive de neuf jeux pour 90 yards, le doute revient rapidement avec une deuxième interception concédée, au safety Andre Hal cette fois, après plusieurs échecs offensifs. Cette deuxième interception dans la même rencontre égale le nombre concédé par Brady tout au long de sa saison régulière.
Malgré les faiblesses offensives des Patriots, les Texans de Houston et son quarterback Brock Osweiler n'en profitent pas. La défense des Patriots confirme à nouveau qu'elle est l'une des meilleures de la NFL. Elle intercepte à trois reprises Osweiler, trois fois par des anciens joueurs de Scarlet Knights de Rutgers : Devin McCourty, Logan Ryan et Duron Harmon, et limite les Texans à un seul touchdown.
Au début du quatrième quart-temps, Lewis inscrit un touchdown à la course et devient le premier joueur de l'histoire de la NFL à inscrire un touchdown à la course, un à la réception et un en retour du coup de pied dans une même rencontre éliminatoire,.

#### Champions AFC contre les Steelers de Pittsburgh
Pour la sixième saison consécutive, les Patriots de la Nouvelle-Angleterre sont qualifiés pour le match de championnat de la conférence américaine. Le 22 janvier 2017, les Patriots accueillent sur leur terrain les Steelers de Pittsburgh devant une foule de 66 829 spectateurs. Roger Goodell évitant de se déplacer dans le Massachusetts, il se rend pour la deuxième semaine consécutive chez les Falcons d'Atlanta. Tom Brady donne le ton dès sa troisième série offensive, finissant le drive à 6 sur 6 à la passe et un premier touchdown. La défense des Steelers est dépassée et le coordinateur offensif Josh McDaniels domine en jouant sur les formations. Alors que la défense s'adapte à une formation lourde pour la course, Brady joue la passe et trouve Chris Hogan dans les espaces de la défense.
De côté défensif, la blessure de Le'Veon Bell en début de rencontre perturbe l'attaque des Steelers. Sans leur running back vedette, Ben Roethlisberger et ses coéquipiers restent dans la rencontre à la suite d'un touchdown de DeAngelo Williams, entré en replacement de Bell, mais la réponse des Patriots ne se fait pas attendre. Par un jeu piégé, un flea flicker de Dion Lewis pour Tom Brady, le quarterback trouve Chris Hogan pour un touchdown de 82 yards. Juste avant la mi-temps, les Steelers essaient de revenir au score et les arbitres lèvent les bras en l'air pour indiquer le touchdown sur une passe réceptionnée par Jesse James. Inscrit dans les deux dernières minutes de la mi-temps, le touchdown est revu et est annulé à la vidéo. Mis en position à moins d'1 yard de la end zone, les Steelers échouent à trois reprises à passer la ligne, perdant du terrain à la course les deux premières fois et manquant une tentative à la passe.
En deuxième mi-temps, les ajustements des Patriots à la défense passive des Steelers et à leur nouveau plan de jeu offensif font la différence. Brady trouve tour à tour ses différents receveurs dans les espaces alors que LeGarrette Blount concentre la défense. Sur une course de Blount, il est arrêté debout par cinq défenseurs et poussé par de nombreux coéquipiers qui forment une mêlée et avancent dans le terrain des Steelers jusqu'à un yard de leur ligne d'en-but. Sur l'action suivante, Blount finit la série offensive en inscrivant un nouveau touchdown et fête sa réalisation avec The Silencer, une célébration signature de LeBron James.
Sur l'action suivante, les Steelers perdent le ballon après une réception d'Eli Rogers ; provoqué par Kyle Van Noy, ce fumble est recouvert par Rob Ninkovich qui redonne la possession à son attaque. La connexion entre Brady et Edelman permet aux Patriots de marquer à nouveau et d'entrer dans le dernier quart-temps avec une avance de 33 à 9. La défense s'illustre en fin de rencontre. D'abord elle arrête les Steelers aux portes de la end zone puis Eric Rowe intercepte Roethlisberger, mettant fin aux derniers espoirs des Steelers.
Chris Hogan termine la rencontre avec 180 yards en neuf réceptions, son record en carrière et le record de yards à la réception pour un joueur des Patriots en rencontre éliminatoire, et deux touchdowns. Julian Edelman ajoute 118 yards et un touchdown dans la victoire. Grâce à ce succès, les Patriots se qualifient pour le Super Bowl LI où ils retrouvent les Falcons d'Atlanta dont l'attaque est menée par le meilleur joueur de la saison 2016, le quarterback Matt Ryan.

#### L'incroyable retour au Super Bowl LI
Au NRG Stadium de Houston, les Patriots retrouvent le Super Bowl deux saisons après avoir gagné le Super Bowl XLIX grâce à une interception de Malcolm Butler. Perdant le tirage au sort, les Patriots commencent en attaque et n'arrive pas à marquer. Aucun point n'est même inscrit dans le premier quart-temps. Après un fumble de LeGarrette Blount perd le ballon, arraché par Deion Jones, les Falcons ouvrent le score par un touchdown de Devonta Freeman à la course. L'attaque des Patriots arrêtée de nouveau, Matt Ryan ne manque pas l'opportunité d'accentuer l'écart et par une passe vers Austin Hooper fait passer le score à 14 à 0. En situation critique, Tom Brady mène une nouvelle série offensive et fait l'erreur d'envoyer un ballon vers Danny Amendola qui est bien couvert par Robert Alford. Ce dernier intercepte le ballon et file dans l'en-but des Patriots, évitant le plaquage désespéré de Brady. Les Patriots retrouvent le ballon en attaque et ne peuvent faire mieux que de placer Stephen Gostkowski en position pour inscrire un field goal de 41 yards. À la mi-temps, ils sont menés sur le score de 21 à 3.
Au début de la deuxième mi-temps, Matt Ryan lance son deuxième touchdown, cette fois pour Tevin Coleman, pour élever l'avantage des Falcons à 25 points,. Alors qu'aucune équipe n'a remporté un Super Bowl après avoir été mené de plus de 10 points, les Pats ont quatre possessions de retard sur les Falcons. Au pied du mur, les Patriots doivent convertir une quatrième et dernière tentative et 3 yards à gagner, ce qu'ils font par Danny Amendola. Ils poursuivent leur série offensive et inscrivent un premier touchdown par James White sur une passe de Brady. Gostkowski manque cependant l'extra point, son coup de pied ne passant pas entre les perches (9 à 28),.
Si l'attaque des Falcons enraye doucement, les Patriots manquent l'opportunité d'inscrire un nouveau touchdown. À la sSuite de deux sacks de Grady Jarrett sur Brady, ils doivent se contenter d'un field goal de 33 yards pour revenir à deux possessions. De retour en attaque, les Falcons choisissent un jeu de passe en troisième tentative et un yard à gagner. Surpris par la course de Dont'a Hightower, qui évite le blocage de Freeman et file sur lui dans son angle mort, Matt Ryan ne peut empêcher l'impact du défenseur et relâche le ballon. Récupéré au sol par Alan Branch, le ballon est de nouveau en possession de l'attaque des Pats, en bonne position pour marquer. En cinq jeux offensifs, un nouveau touchdown est inscrit par les Patriots sur un tracé extérieur de Danny Amendola trouvé par Brady pour 6 yards. L'équipe tente une conversion à deux points qu'il transforme par un snap direct pour le running back James White.
Revenu à huit points, les Patriots doivent défendre contre la meilleure attaque de la saison. Les Falcons avancent d'abord efficacement sur le terrain, par une course dans le champ libre libre de Devonta Freeman d'abord puis par une réception exceptionnelle de Julio Jones qui reste sur le terrain du bout des chaussures,,. En position de coup de pied pour sceller la rencontre, les Falcons n'arrivent pas à gérer l'horloge et recule sur le terrain avec un sack de Trey Flowers puis une pénalité pour holding sur Tom Compton,. Les Patriots ont une chance d'égaliser.
Brady, le comeback kid, mène alors une attaque parfaite pour remonter le terrain. Celle-ci est marquée par une réception chanceuse et décisive de Julian Edelman face à trois défenseurs,,,. Finalement, James White conclut avec son deuxième touchdown de la rencontre. La conversion de deux points des Patriots est validée par une passe de Brady pour Amendola. Les Patriots reviennent au score de 28 partout. Matt Ryan a une dernière chance de gagner la rencontre mais échoue de nouveau. Les Patriots ont même une dernière tentative et tente de piéger leur adversaire sur une course de Dion Lewis, mais, coincé, ce dernier se blesse sur l'action et se met au sol.
Pour la première prolongation de l'histoire du Super Bowl, les Patriots gagnent le tirage au sort et décide de commencer en attaque. Après une nouvelle attaque de 75 yards, une nouvelle fois conclue par un touchdown de James White, les Patriots s'imposent sur le score de 34 à 28 et remportent le cinquième Super Bowl de leur histoire. Au terme d'une rencontre folle, Tom Brady est désigné meilleur joueur de la rencontre,.

#### Parade et cérémonies
Juste après la rencontre, le trophée Vince Lombardi est remis à Robert Kraft par le commissaire de la ligue Roger Goodell. Tom Brady soulève également le trophée et reçoit le lendemain lors d'une cérémonie organisée pour l'occasion, le trophée de meilleur joueur du Super Bowl LI. Ce même jour, une publicité de Brady pour l'entreprise Shields Healthcare Group est mise à ligne ; tournée cinq mois auparavant, elle anticipe la cinquième bague de champion du joueur et se moque de Roger Goodell.
Dans les vestiaires du NRG Stadium, le maillot de Tom Brady est volé dans les minutes suivant la célébration du sacre. Deux semaines plus tard, la police évalue la valeur du maillot à 500 000 dollars,. Le 21 mars, l'objet est retrouvé par le Federal Bureau of Investigation au Mexique, ainsi qu'un autre maillot de Brady, du Super Bowl XLIX, et un casque de Von Miller au Super Bowl 50,. Fox Sports dévoile que le voleur est un journaliste accrédité qui a été identifié sur les vidéos du stade.
Le gouverneur du Massachusetts Charlie Baker déclare que le 7 février est désormais le jour des Patriots de la Nouvelle-Angleterre pour marquer la victoire du Super Bowl LI. Le maire de Boston Marty Walsh annonce une parade mardi 8 février 2017, trois jours après le sacre des Patriots de la Nouvelle-Angleterre, afin de célébrer le nouveau titre de la franchise. Sous une pluie glaciale et une légère neige, la parade réunit des dizaines de milliers de personnes. À cette occasion, Rob Gronkowski fait le spectacle avec des bières et une ceinture de la WWE, au plaisir des supporteurs.
Les membres de la franchise des Patriots font alors plusieurs apparitions télévisées. Bill Belichick et Julian Edelman sont invités dans l'émission de Jimmy Fallon.
Les Patriots sont invités par le nouveau Président des États-Unis Donald Trump pour visiter la Maison Blanche le 19 avril. Plusieurs joueurs cadres des Patriots comme Devin McCourty, Martellus Bennett ou encore Chris Long ont annoncé après la victoire du Super Bowl qu'ils annoncent peu après la victoire avoir pris la décision de ne pas aller à la Maison Blanche pour des raisons politiques. Tom Brady est quant à lui absent pour « raisons personnelles » liées à la maladie de sa mère. Lors de cette visite à la Maison Blanche, Gronkowski interrompt la conférence de presse du porte-parole Sean Spicer. Seulement 34 joueurs des Patriots visitent le Président, partageant les attentions médiatiques avec le suicide de l'ancien joueur des Patriots Aaron Hernandez le matin même.

Les Patriots célébrant la victoire au Super Bowl LI.
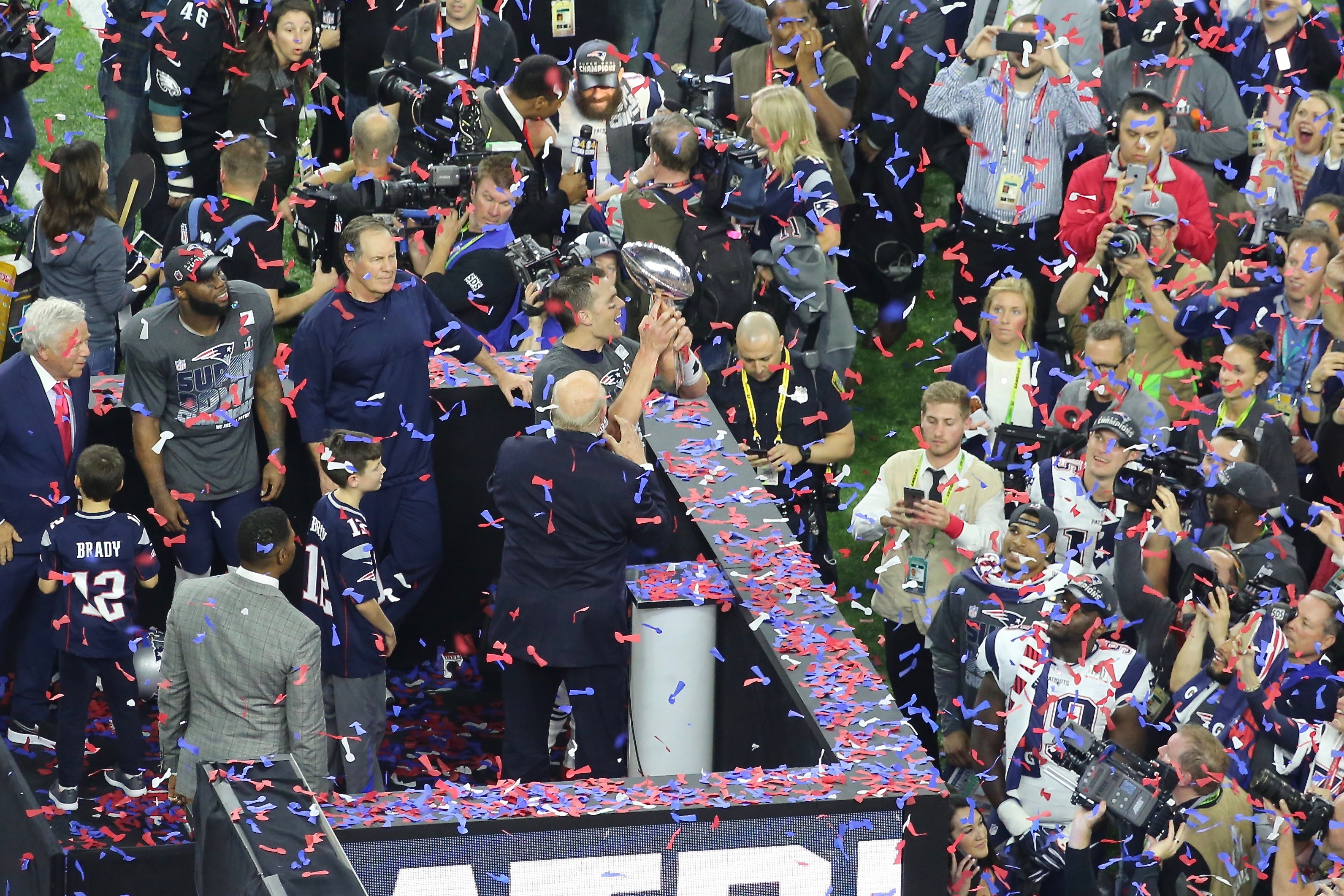
Tom Brady levant le trophée Lombardi sur l'estrade des vainqueurs du Super Bowl LI.
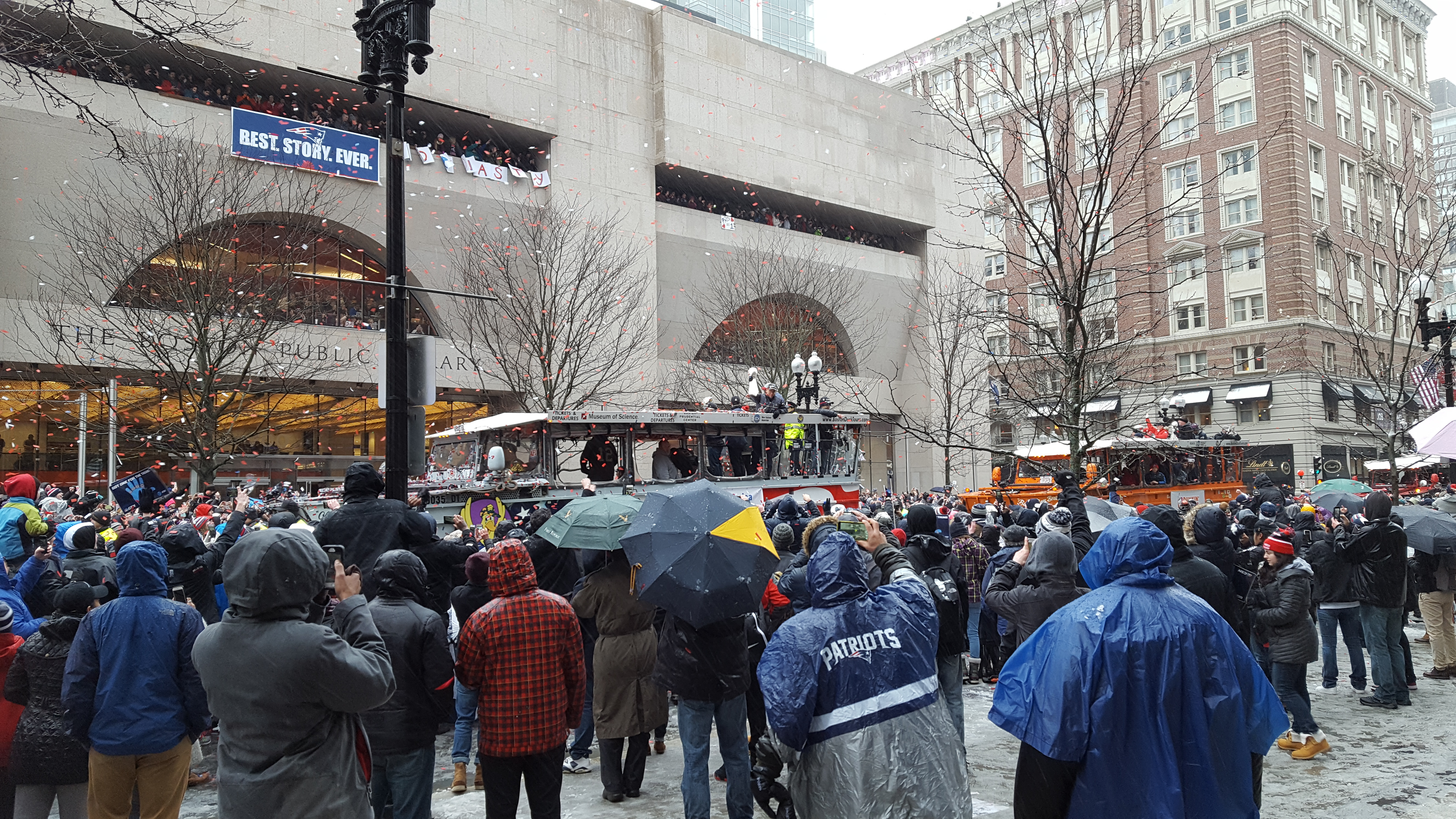
Une large foule se réunit pour la parade dans les rues de Boston malgré une pluie glaçante.
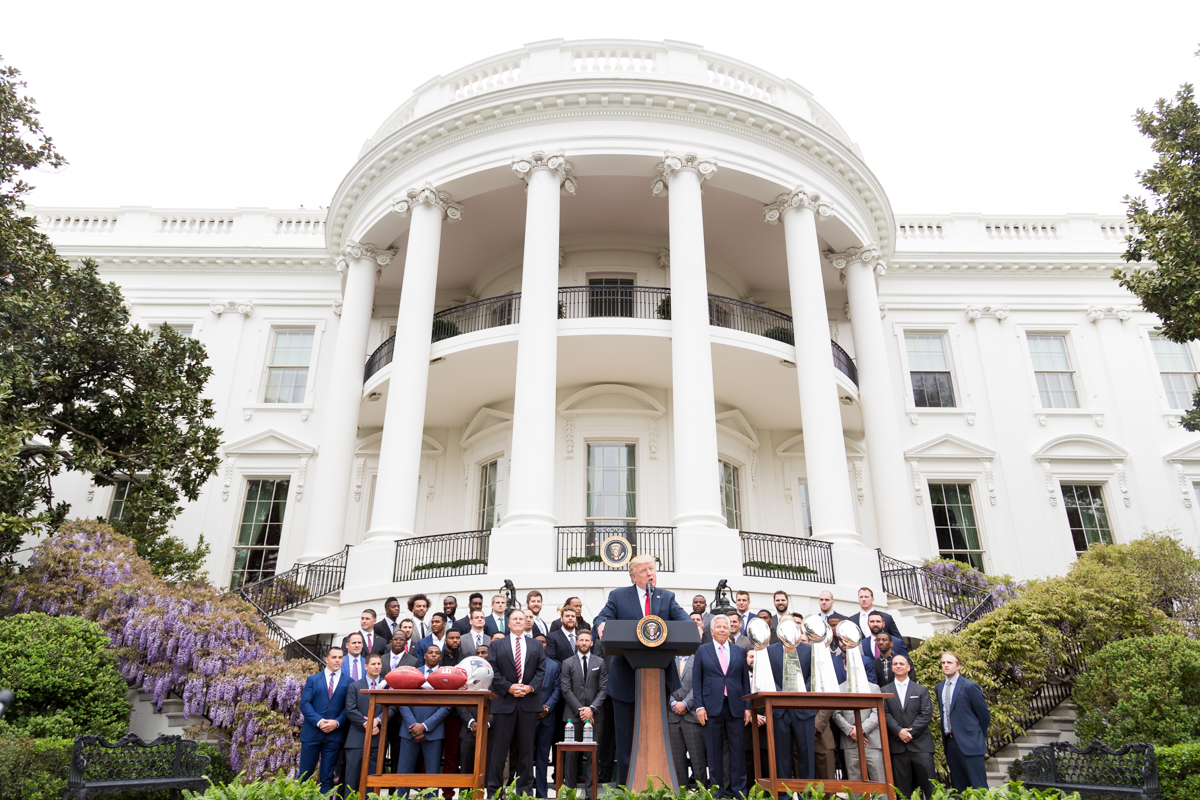
Le Président Donald Trump reçoit les Patriots devant la Maison Blanche.
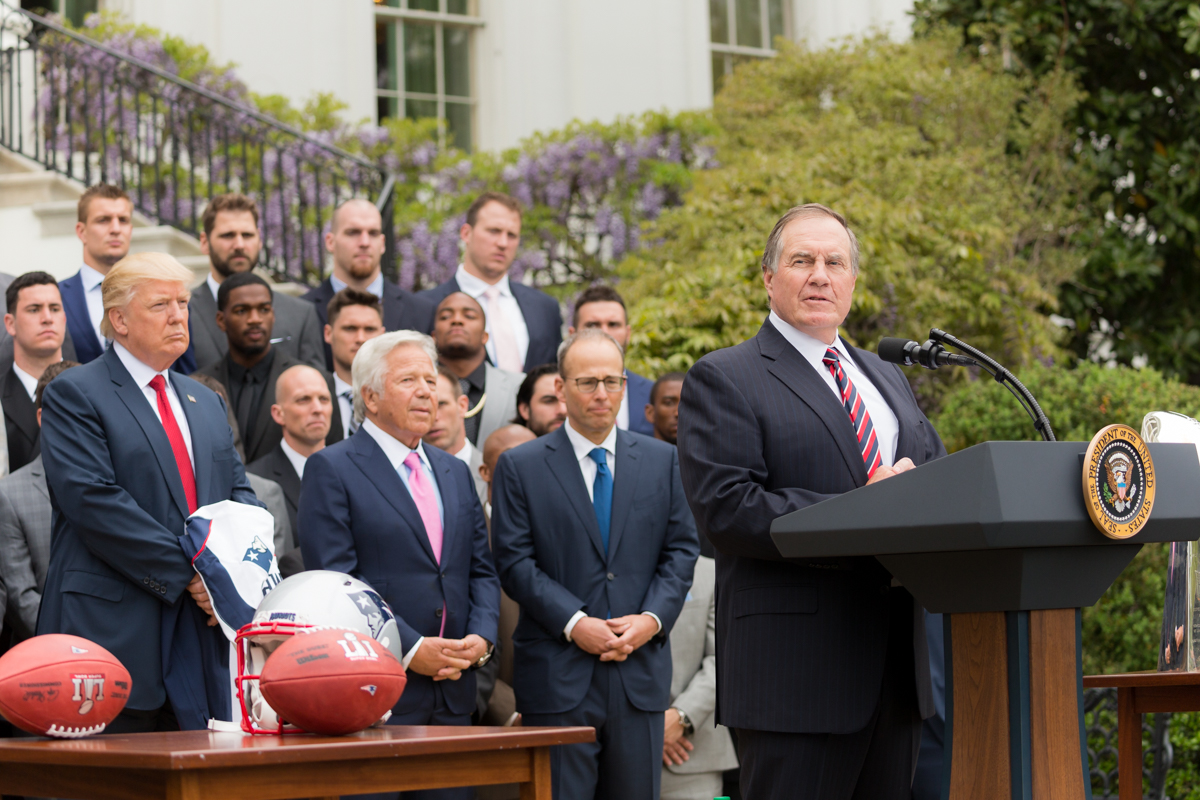
Bill Belichick intervient dans le cadre de la visite à la Maison-Blanche.
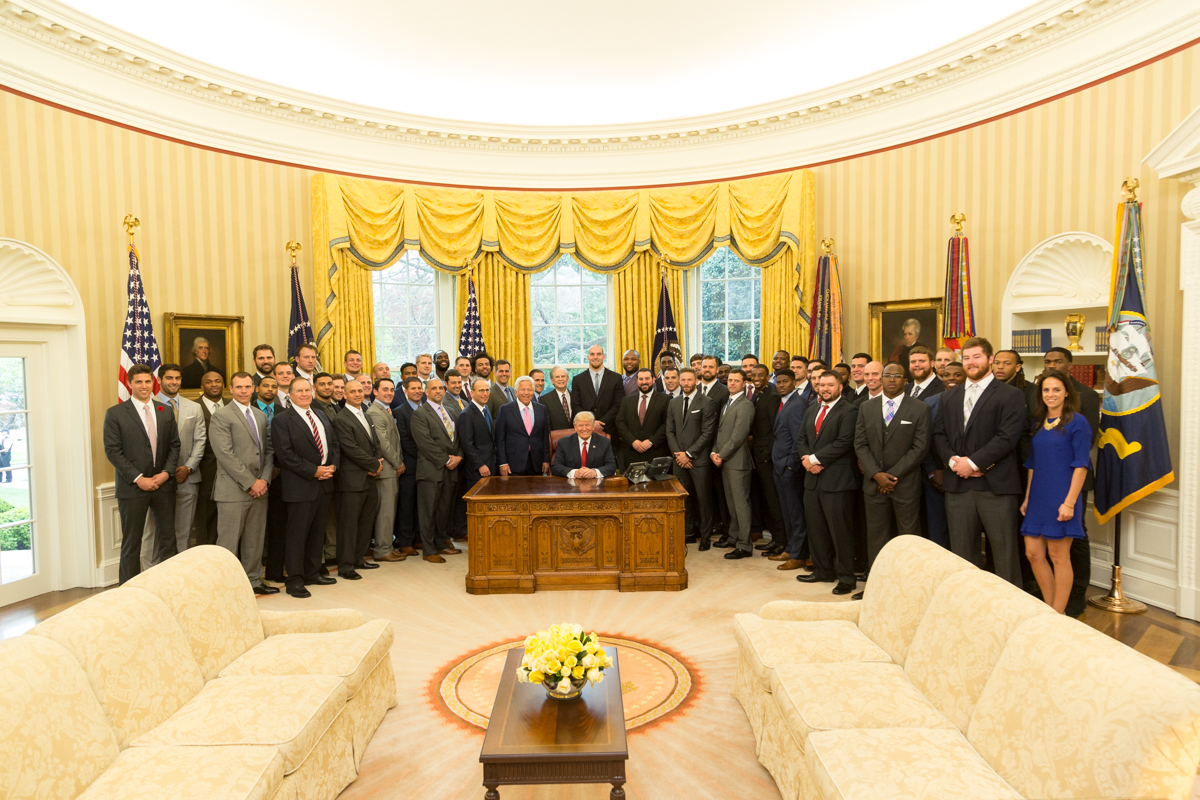
Les Patriots reçus par le Président des États-Unis dans le Bureau ovale.

## Effectif

### Encadrement technique
Pour la saison 2016, l'entraîneur principal Bill Belichick fait évoluer son équipe d'encadrement technique à la suite des défaillances constatées en 2015. Après deux saisons au club, Dave DeGuglielmo est viré au lendemain de la défaite contre les Broncos de Denver au championnat AFC et remplacé par le vétéran Dante Scarnecchia, que Belichick convainc de sortir de sa retraite pour prendre en charge la ligne offensive,. Brian Flores est muté des safetys aux linebackers pour faire place à Steve Belichick, le fils de l'entraîneur principal. L'ancien préparateur physique assistant Moses Cabrera est promu préparateur physique de l'équipe, James Hardy est recruté comme son assistant.

## Statistiques et records

### Statistiques de l'équipe
Les Patriots de la Nouvelle-Angleterre marquent 441 points lors de la saison régulière 2016, plaçant l'attaque comme la troisième plus prolifique de la saison. De nombreuses autres statistiques collectives vont dans ce sens, l'attaque des Pats est dans les dix meilleures équipes de la saison en premières tentatives (5e avec 351), yards totaux (4e avec 6 180), yards à la course (7e avec 1 872) et à la passe (4e avec 4 456), touchdowns marqués (3e avec 51), pourcentage de passes complétées (6e avec 66,9 %) et l'efficacité dans les 20 yards adversaires (8e avec 63,3 %). Dans le même temps, ils n'encaissent que 250 points et la défense ne permet que six touchdowns à la course, les plus faibles totaux de la ligue. L'une des forces de l'équipe est le faible nombre de turnovers avec 11 en 16 matchs.

### Records et distinctions individuelles
Tom Brady est l'un des meilleurs joueurs de la saison 2016. Sa suspension de quatre rencontres au début de la saison le prive de records et du titre de meilleur joueur de la saison, remporté par Matt Ryan. Élu meilleur joueur offensif de la conférence AFC lors des semaines 5 et 11, ainsi que pour le mois d'octobre, Brady est récompensé par Pro Football Focus comme le meilleur joueur et le meilleur passeur de la saison. Il est également désigné meilleur joueur du Super Bowl LI. En 2016, il bat le record de victoires en NFL en décembre en remportant sa on 201e succès.
Meilleur marqueur de touchdowns à la course de la saison, LeGarrette Blount est désigné meilleur joueur offensive de l'AFC lors du mois de septembre pour ses trois premiers matchs de grande qualité. Ses 18 touchdowns à la course sont également un nouveau record de la franchise des Patriots. Avec 1 161 yards gagnés à la course en saison régulière, Blount bat son record en carrière et dépasse 1 000 yards pour la première fois depuis sa saison débutant dans la ligue en 2010.
Matthew Slater remporte le Bart Starr Award 2016, récompensant son caractère et ses qualités de meneur sur et en dehors des terrains. Son père, Jackie Slater, a déjà reçu cette récompense en 1996. Rob Gronkowski est également récompensé pour son implication dans la communauté de Boston et ses multiples événements, notamment auprès des enfants dans les écoles et les hôpitaux. Il est le 14e joueur à recevoir le Ron Burton Community Service Award des Patriots. Nate Solder est honoré du Ed Block Courage Award 2016 par les Patriots, pour avoir combattu un cancer en 2014 et être revenu d'une blessure majeure au biceps qui l'a fait manqué 12 rencontres lors de la saison 2015.

### Records lors du Super Bowl LI
Lors du Super Bowl LI, les Patriots de la Nouvelle-Angleterre établissent de nombreux records liés à l'histoire du Super Bowl. Le duo Tom Brady et Bill Belichick deviennent le joueur et l'entraîneur ayant disputé le plus de Super Bowls avec 7 participations, et les plus victorieux de l'histoire avec 5 bagues de champions. Brady réalise le plus grand nombre de passes complétées au Super Bowl avec 43 réussites, et le plus de yards avec 466. Il élève ses records au Super Bowls, que ce soit en termes de passes complétées (207), de yards (2 071) et de touchdowns inscrits (15).
Les Patriots réussissent le plus important retour d'une équipe victorieuse au Super Bowl avec avoir gagné en été mené de 25 points. Ils deviennent la première équipe à marquer un touchdown et des points lors d'une prolongation au Super Bowl. Avec 93 jeux offensifs, 37 nouvelles premières tentatives offensives gagnées, dont 26 à la passe, les Patriots définissent trois nouveaux records du Super Bowl.
Héros de la rencontre avec trois touchdowns inscrits, James White égale le record du Super Bowl. En y ajoutant une conversion à deux points, il bat le record de points marqués par un joueur dans une édition du Super Bowl. Ses 14 réceptions à lui seul sont également un record.

## Aspects économiques et sociaux

### Affluences
| Semaine | Date         | Adversaire            | Affluence |
| ------- | ------------ | --------------------- | --------- |
| 2       | 18 septembre | Dolphins de Miami     | 66 829    |
| 3       | 22 septembre | Texans de Houston     | 66 829    |
| 4       | 2 octobre    | Bills de Buffalo      | 66 829    |
| 6       | 16 octobre   | Bengals de Cincinnati | 66 829    |
| 10      | 13 novembre  | Seahawks de Seattle   | 66 829    |
| 13      | 4 décembre   | Rams de Los Angeles   | 66 829    |
| 14      | 12 décembre  | Ravens de Baltimore   | 66 829    |
| 16      | 24 décembre  | Jets de New York      | 66 829    |

Lors de la saison régulière 2016, toutes les rencontres à domicile des Patriots de la Nouvelle-Angleterre sont jouées à guichets fermés. Le stade accueille 66 829 spectateurs par rencontre, soit un total de 534 632 supporteurs sur la saison. Ce total représente le dix-huitième total à domicile pour une franchise NFL lors de la saison 2016.
Le Gillette Stadium a toujours une capacité officielle de 68 756 spectateurs, mais celle-ci est néanmoins de 66 829 spectateurs depuis les travaux de rénovation commencés à la fin de la saison 2014.

### Médias
Lors de l'annonce du calendrier de la saison, cinq rencontres de saison régulière des Patriots sont prévues d'être diffusées nationalement. Lors du match d'ouverture contre les Cardinals de l'Arizona, la rencontre des Pats est sélectionnée pour le Sunday Night Football, diffusée en prime time. Les Patriots ouvre la saison pour la première fois lors d'un Sunday Night Football, la neuvième fois en première partie de soirée sur la télévision nationale. Les autres rencontres prévues d'être diffusées sur une grande chaîne nationale sont les oppositions contre les Texans de Houston (22 septembre en Thursday Night Football), les Seahawks de Seattle (13 novembre en Sunday Night Football), les Jets de New York (27 novembre en Sunday Night Football) et enfin les Ravens de Baltimore (12 décembre en Monday Night Football). Face au début de saison compliqué des Jets, et le manque d'enjeu de la rencontre, le match est avancé dans la journée et remplacé par un match entre les Broncos de Denver et les Chiefs de Kansas City.
Au début de la saison, alors qu'il est suspendu, Tom Brady utilisent les réseaux sociaux pour sortir le « TB Times », la une d'un journal inventé pour suivre les résultats de l'équipe,. Face au succès de ces publications, Brady poursuit la diffusion alors qu'il est sur les terrains jusqu'au Super Bowl LI remporté.
Le Super Bowl LI et les Patriots sont diffusés à travers le monde en direct dans plus de 20 langues différentes. Diffusé par Fox aux États-Unis, la rencontre est disponible sur Fox Sports dans de nombreux pays. En France, deux diffuseurs proposent la rencontre : W9 en clair et beIN Sports. Au lendemain du Super Bowl LI, de très nombreux médias américains font leur une sur la retour historique des Patriots.